# Machaonia martinicensis
Machaonia martinicensis är en måreväxtart som först beskrevs av Dc., och fick sitt nu gällande namn av Paul Carpenter Standley. Machaonia martinicensis ingår i släktet Machaonia och familjen måreväxter. Inga underarter finns listade i Catalogue of Life.